# Taller ferroviario

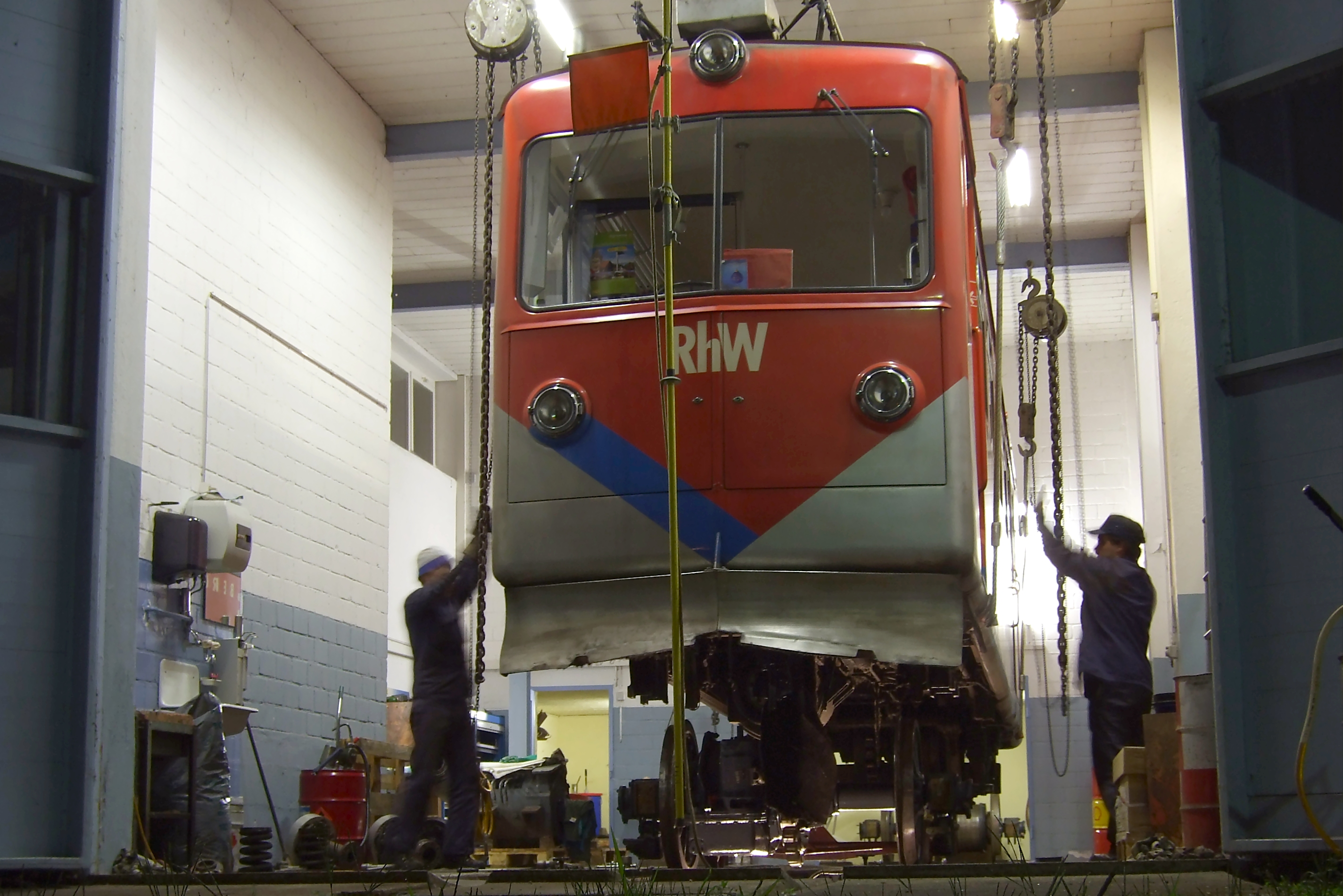
Taller ferroviario

Un Taller ferroviario es un taller dedicado a la fabricación, mantenimiento o reparación de material ferroviario, ya sea material rodante o material fijo de infraestructura ferroviaria. Un taller ferroviario puede ser una empresa pública o privada.
Puede estar organizado en diferentes secciones para mantener un correcto funcionamiento, por ejemplo sección de reparaciones de motores diésel, limpieza de motores diésel, sección de electricidad, mecanizado de piezas, pinturería, chapería y alistamiento, agrupándose en diferentes edificios. 

## Generalidades
Debe distinguirse por Servicio y Mantenimiento. 
Se entiende por servicio todas las operaciones a efectuarse a intervalos dados, que pueden ser diariamente, semanalmente, etc., para mantener en operación el vehículo motor como conjunto. 
Así la carga de combustible, lubricante, llenado de areneros, agregado de agua en las baterías, cambio de escobillas de los motores y generadores del equipo eléctrico, etc., son netamente operaciones de servicio. Se ve que el servicio es sinónimo de suministro. 
El mantenimiento, en cambio, se refiere a las operaciones o trabajos que conservan en buen estado de funcionamiento a los distintos aparatos, prolongando su vida útil. 
El vehículo diésel-eléctrico es un elemento caro, pues sus partes constituyentes están construidas con materiales de primera calidad y con tolerancias rigurosas; para amortizar el capital invertido en su adquisición debe mantenerse lo disponible el mayor tiempo posible, para prestar el máximo servicio y producir ganancias; por otra parte, los gastos en mantenimiento deben ser reducidos, pues son una parte importante en los gastos de explotación.
En términos amplios, una locomotora diésel-eléctrica cuesta alrededor de tres veces el valor de una locomotora a vapor de igual potencia, y puede reemplazar en servicio a dos de estas locomotoras por su mayor disponibilidad; se comprende entonces fácilmente la importancia de un servicio y mantenimiento eficiente.
Cuando un ferrocarril que utilizaba la tracción a vapor, cambia la misma por la diésel-eléctrica más moderna, toda su organización directiva, técnica y forma de trabajo usadas hasta el momento con buen éxitos, lo que constituye un error, ya que es necesario efectuar cambios substanciales en consonancia con las mismas.

## Servicio
El servicio de locomotoras consiste en el suministro de aceite, agua, combustible y aquellos items de consumo tales como estopa para los filtros, escobillas, etc., debe contarse con facilidades para los mismos en distintos puntos de la red, que corresponden a los terminales de los servicios diagramados. En los mismos, la detención del vehículo es más prolongada y puede hacerse el aprovisionamiento justamente con los cambios de personal. Los vehículos diésel-eléctricos exigen para este fin, pocas instalaciones del garaje o depósito.
Para el suministro de combustible debe contarse con tanques subterráneos o elevados, con instalación para la descarga y carga directa desde los vagones tanques; una pequeña instalación de centrifugado y bombeo con mangas de carga envía el combustible limpio a presión al tanque del vehículo para posibilitar la carga en tiempo reducido.
La instalación arenera constará de un pequeño edificio donde la arena se descarga de los vagones, de ahí es zarandeada y secada con estufa o radiadores a vapor y acumulada en otra parte del mismo; por medio de un sistema de eyector que funciona con aire comprimido a baja presión se la eleva por tuberías a un tanque, desde donde puede descender, cuando se lo desea, por mangas provistas con válvulas esclusas en sus extremos; se efectúa así el llenado de los areneros del vehículo.
La carga de agua para el sistema de refrigeración se puede realizar en igual forma para que la de combustible pero la instalación necesita ser de capacidad menor, pues el consumo de agua de refrigeración es solo para compensar las pérdidas del sistema. El agua puede ser destilada o sea que el secador sirve para los dos fines.
Si se usa para la refrigeración agua natural tratada, la instalación es muy simple, pues se debe bombear a un pequeño tanque elevado y la carga al vehículo se realiza por gravedad; la dosificación del inhibidor se hace para cada caso. Si el agua disponible es muy dura, se la debe tratar químicamente con una instalación apropiada. Generalmente, se usan los ablandadores del tipo de zeolita.
Si es posible se agrega una instalación de limpieza automática del vehículo, que ahorra personal y tiempo. Esta instalación bastante costosa, se justifica en depósitos o terminales que atiende a gran número de unidades, la misma se emplea para limpiar el vehículo antes de entrar al galpón para su revisión y reparación.